# هنری-لوسیان چفر
هنری-لوسیان چفر (انگلیسی: Henri-Lucien Cheffer; ۳۰ دسامبر ۱۸۸۰ – ۳ مهٔ ۱۹۵۷) نقاش، و طراح اهل فرانسه بود.
وی همچنین برندهٔ جوایزی همچون جایزه بزرگ رم شده‌است.